# Helicia robusta
Helicia robusta är en tvåhjärtbladig växtart som först beskrevs av William Roxburgh, och fick sitt nu gällande namn av Robert Brown och Nathaniel Wallich. Helicia robusta ingår i släktet Helicia och familjen Proteaceae. Utöver nominatformen finns också underarten H. r. integrifolia.